# Gowap
Gowap est le héros d'une bande dessinée : Le Gowap.
C'est un petit dinosaurien bleuté, créé par Mythic et Midam. La série est reprise après une trentaine de strips par Curd Ridel. Albums parus aux éditions Le Lombard. 
Il existe également une série télévisée en 52 épisodes de 13 minutes produits, entre autres, par TF1.

Les personnages principaux :
- Le Gowap le héros de l'histoire, il est aussi vorace que maladroit mais toujours bien attentionné. C'est en quelques sortes un animal de compagnie mais aussi un membre de la famille à part entière. Il a la faculté de marcher au plafond mais aussi de manger tout ce qui est à sa portée, d'une chouquette à un lance-flammes !

- Géraldine maîtresse du Gowap mais aussi sa meilleure acolyte. Son meilleur ami est Jérôme.

- Elvire la mère de Géraldine. Elle affectionne le bridge et les mondanités.

- Le père de famille . A un caractère pratique et fait preuve de naïveté.